# Elizabeth Smylie
Elizabeth Smylie (* 11. April 1963 als Elizabeth Sayers in Perth, Western Australia) ist eine ehemalige australische Tennisspielerin.
Smylie war als Tennisspielerin in den 1980er Jahren und zu Beginn der 1990er vor allem im Doppel erfolgreich. Insgesamt gewann sie 36 Titel im Damendoppel. Zusammen mit Kathy Jordan gewann sie 1985 das Grand-Slam-Turnier von Wimbledon. Zudem stand sie viermal im Doppelfinale eines Grand-Slam-Turniers. Bei den Olympischen Spielen 1988 in Seoul gewann sie zusammen mit ihrer Partnerin Wendy Turnbull die Bronzemedaille. Im März 1988 war sie im Damendoppel die Nummer 5 der Welt.
Im Mixed konnte sie 1983 und 1990 die US Open gewinnen sowie 1991 das Turnier von Wimbledon.
Smylie gewann in ihrer Karriere aber auch zwei Einzeltitel, und zwar bei den WTA-Turnieren in Kansas City (1983) und in Oklahoma City (1987).